# Тони (премия, 1948)
2-я церемония награждения премии «Тони» за заслуги в области американского театрального искусства состоялась 28 марта 1948 года в Большом бальном зале отеля «Уолдорф-Астория» (Нью-Йорк, США). Ведущими выступили Гарри Гиршфельд, Берт Лайтлл и Хирам Шерман.

## Церемония
Впервые в истории премии «Тони» вручалась награда в категории «Лучшая пьеса».
Во время церемонии были представлены номера из постановок «High Button Shoes», «Make Mine Manhattan» и «Посмотрите, я танцую!», а также персональные номера артистов и певцов.
В этот раз лауреатам вручались золотые браслеты с именами и названием категории (для женщин) и именная золотая грамота (для мужчин).

## Лауреаты

### Производство
| Категория                   | Победитель                                            |
| --------------------------- | ----------------------------------------------------- |
| Лучшая пьеса                | «Мистер Робертс» Томаса Хеггена и Джошуа Логана       |
| Лучшая иностранная компания | Актёрский состав спектакля «Как важно быть серьёзным» |

### Выступления
| Категория              | Победитель                                                                                            |
| ---------------------- | --- |
| Актёр в пьесе          | Генри Фонда — «Мистер Робертс» Пол Келли — «Командное решение» Бэзил Рэтбоун — «Наследница»           |
| Актриса в пьесе        | Джудит Андерсон — «Медея» Кэтрин Корнелл — «Антоний и Клеопатра» Джессика Тэнди — «Трамвай «Желание»» |
| Актёр в мюзикле        | Пол Хартман — «Ангел в крыльях»                                                                       |
| Актриса в мюзикле      | Грейс Хартман — «Ангел в крыльях»                                                                     |
| Выдающееся выступление | Джун Локхарт — «Любовь или деньги» Джеймс Уитмор — «Командное решение»                                |

### Мастерство
| Категория                          | Победитель                                       |
| ---------------------------------- | ------------------------------------------------ |
| Режиссёр                           | Джошуа Логан за «Мистера Робертса»               |
| Дизайнер костюмов                  | Мэри Перси Шенк за «Наследницу»                  |
| Хореография                        | Джером Роббинс за «Высокие ботинки на пуговицах» |
| Дирижёр и музыкальный руководитель | Макс Мет за «Радугу Финиана»                     |
| Дизайн сцены                       | Гораций Армистед за оперу «Медиум»               |
| Сценический техник                 | Джордж Гебхардт                                  |

### Специальные награды
- Роберт Даулинг — за прогрессивность своей театральной компании.
- Мэри Мартин («Энни завладела твоим оружием») и Джо Е. Браун («Харви») — за развитие театрального искусства в стране.
- театр «Бартер» — за вклад в развитие регионального театра.
- «Theatre Arts» — за развитие театра через публикации.
- Вера Аллен — за волонтёрскую работу во время войны и после.
- «The Experimental Theatre, Inc.» — за эксперименты в театре.
- Джордж Пирс — специальный приз за эффективное обслуживание сцены в течение 25 лет.